# Інюді

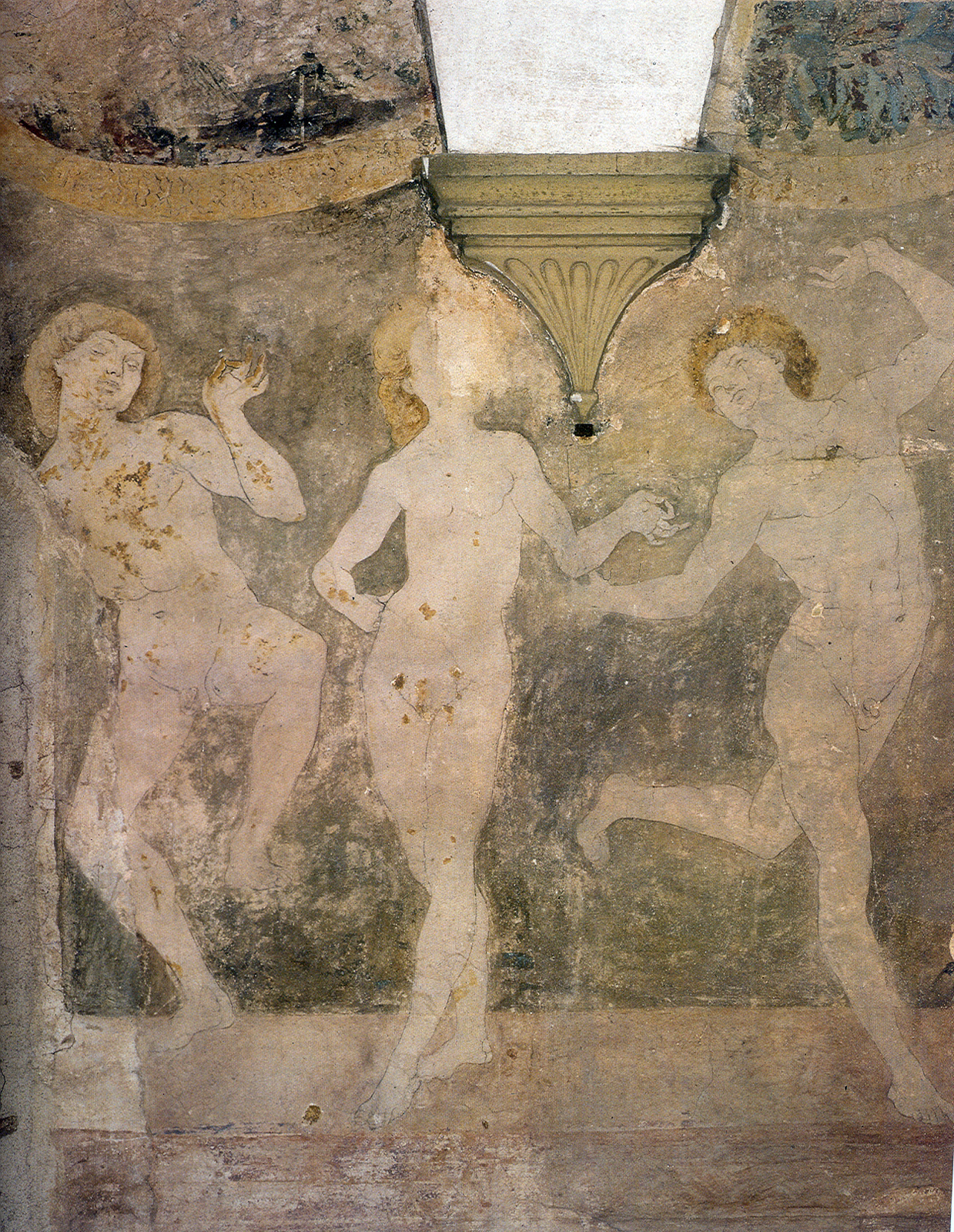
Антоніо дель Поллайоло, «Танець інюді»

У мистецтві епохи Відродження «інюді» (італ. ignudi) — це оголені фігури в різних позах, які зазвичай відсилаються на античні статуї. Особливо відомими є зображення інюді Мікеланджело, зокрема на стелі Сікстинської капели.

## Історія
Слово «інюді» — архаїчна тосканська версія прикметника «голий» (італ. nudo) — завдячує своїм поширенням працям Джорджо Вазарі та інших істориків мистецтва. Розповсюдження «оголених» фігур у мистецтві Відродження, хоч і нагадує античну класику, яка вже була в моді з часів мистецтва пізнього середньовіччя (від Нікола Пізано й далі), насамперед пов'язане з «Флорентійським Ренесансом», яке процвітало у Флоренції за Лоренцо Чудового, в якому було більш помітні пошуки відтворення античності.
Серед перших митців, які використовували фігури «оголених», були П'єро делла Франческа («Адаміти»), Антоніо дель Поллайоло (його «Танець оголених (інюді)», який нагадує грецький вазопис), П'єтро Перуджіно («Аполлон і Дафніс»). Ближче до кінця XV століття мотив «інюді» почав використовуватися для декорацій і як культурна відсилка. Прикладом цього є «Мадонна з немовлям та інюді» Луки Сіньйореллі (приблизно 1490 рік), на яку Мікеланджело відсилався кількома роками пізніше в своїй «Мадонні Доні» (приблизно 1506—1508 роки).

## Інюді Сікстинської капели

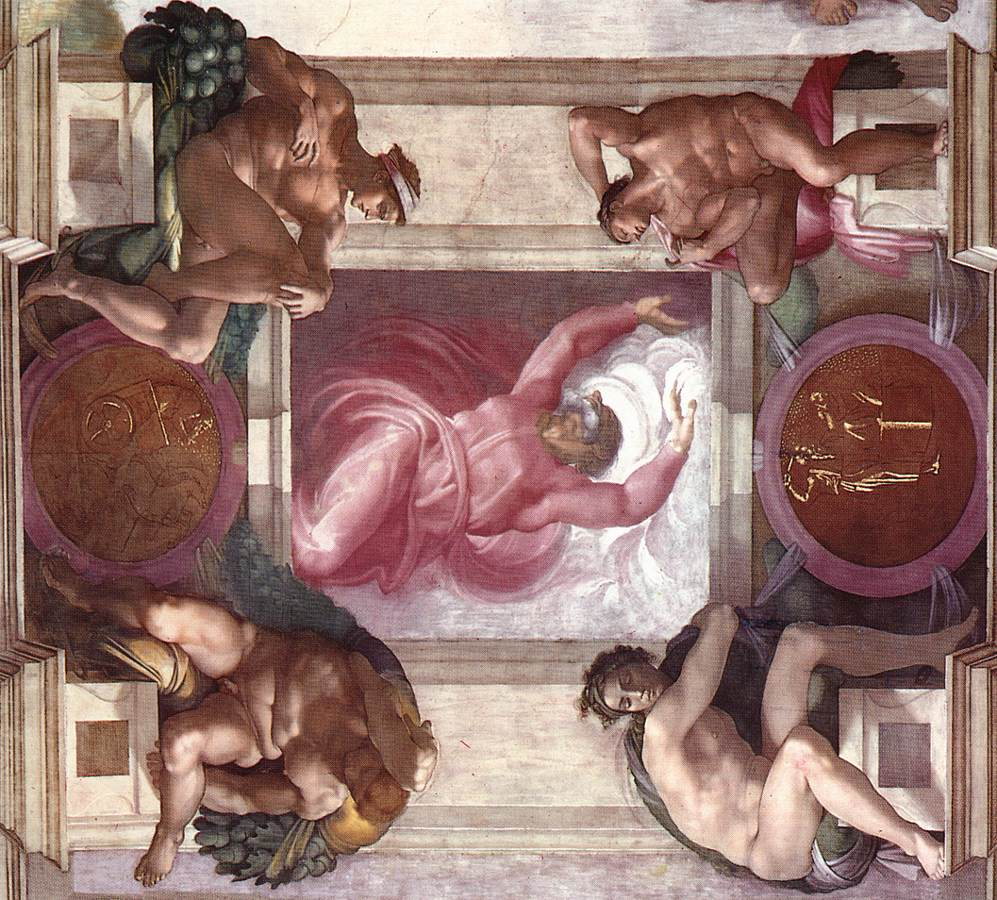
«Відділення світла від темряви». Інюді

Відомою є серія інюді на стелі Сікстинської капели, фресках Мікеланджело, створених між 1508 і 1512 роками. Групами по чотири інюді прикрашають проміжки між меншими панелями «Сцен із „Книги Буття“». Вони сидять на п'єдесталах, які, на відміну від верхньої рами тронів Пророків та Сивіл, не зменшені, якщо дивитися знизу, слідуючи за криволінійним склепіння.
Інюді, висота яких варіює від 150 до 180 см, підтримують фестони з дубовим листям, що натякає на герб роду Делла Ровере, і стрічки, які тримають медальйони, що виглядають бронзовими. Інюді характеризуються великою різноманітністю поз, роблять складні повороти тіла, є безперечно фізично та анатомічно красивими.
У перших парах інюді, ближче до вхідної стіни, звідки починалися сцени, інюді у симетричних позах, майже напевно використовувався той самий, тільки перевернутий картон. Так, пози інюді біля сцен «Сп'яніння Ноя» та «Жертва Ноя» є дзеркальними відображеннями.

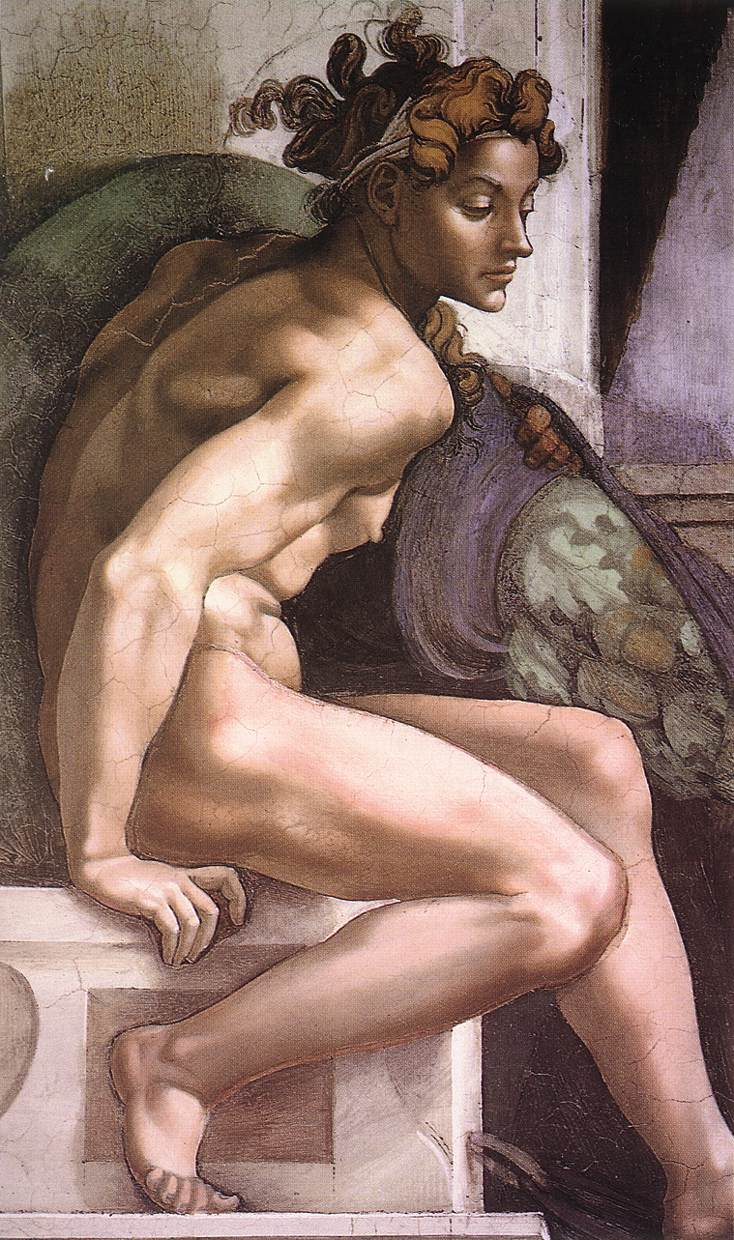
Інюді біля «Сп'яніння Ноя»
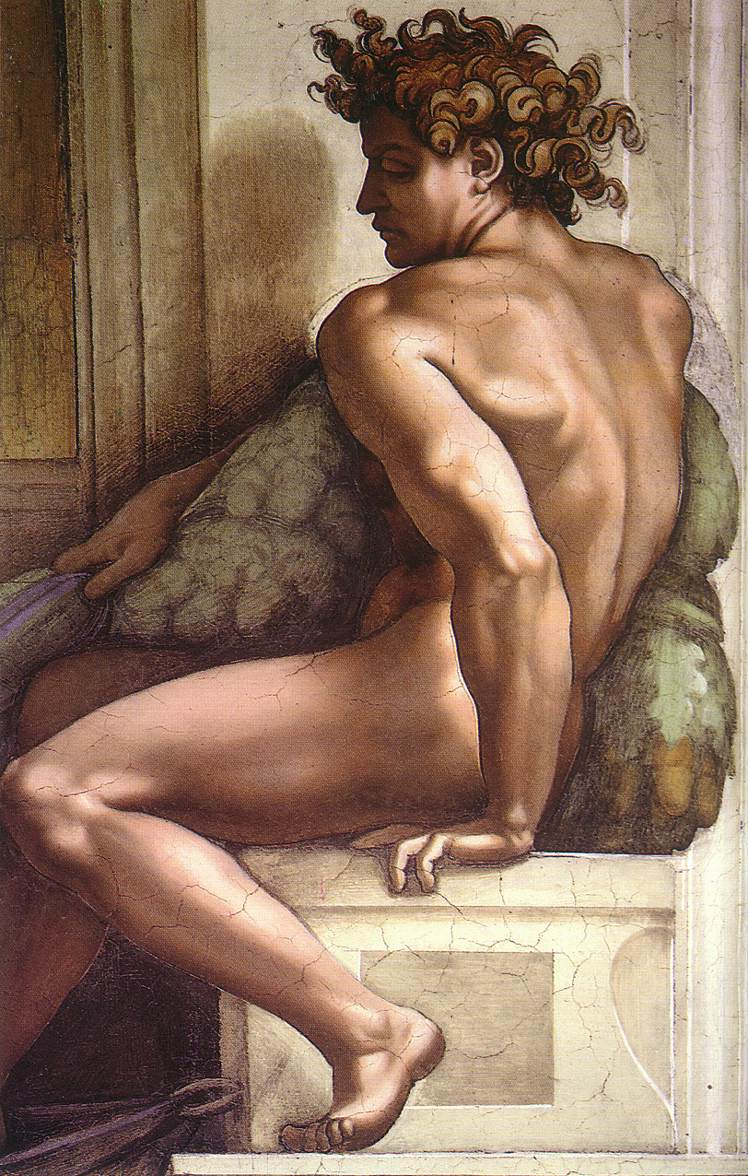
Інюді біля «Сп'яніння Ноя»
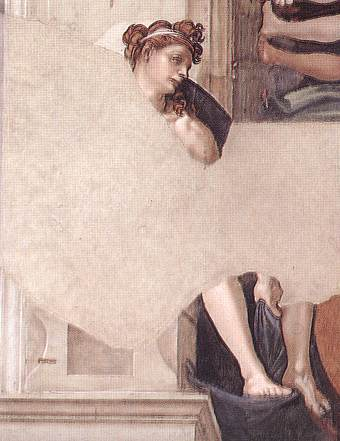
Інюді біля «Сп'яніння Ноя»
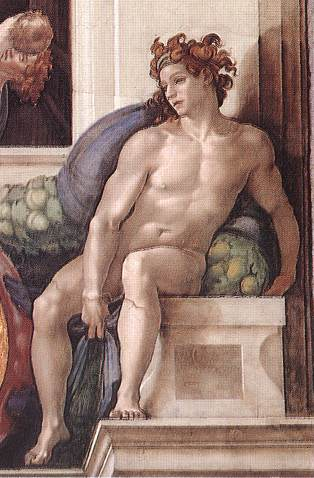
Інюді біля «Сп'яніння Ноя»

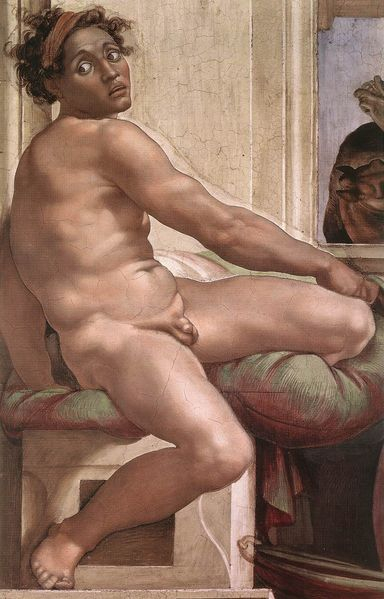
Інюді біля «Жертва Ноя»
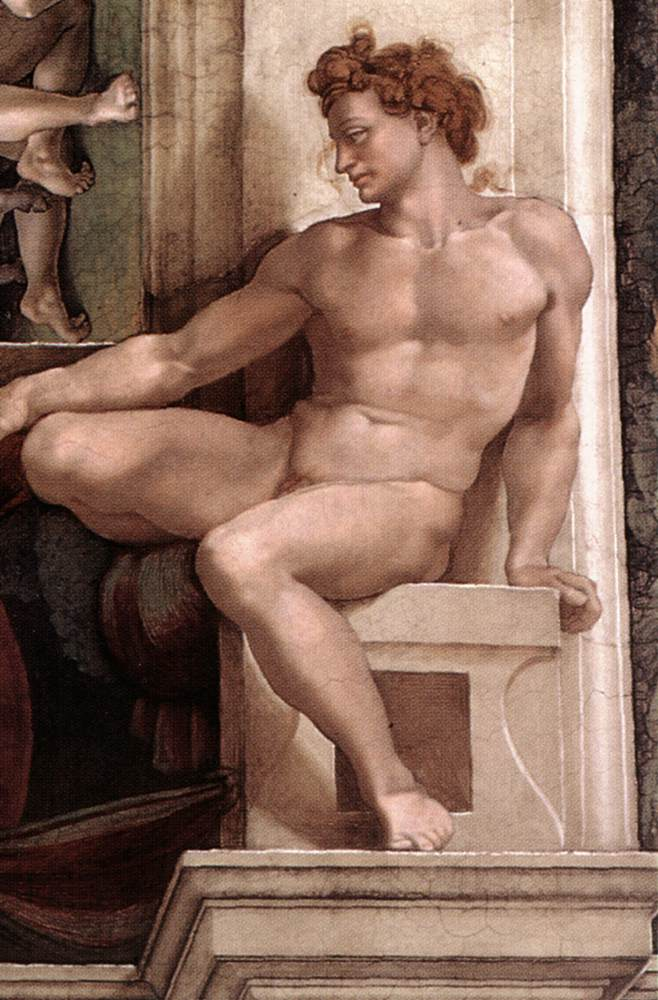
Інюді біля «Жертва Ноя»
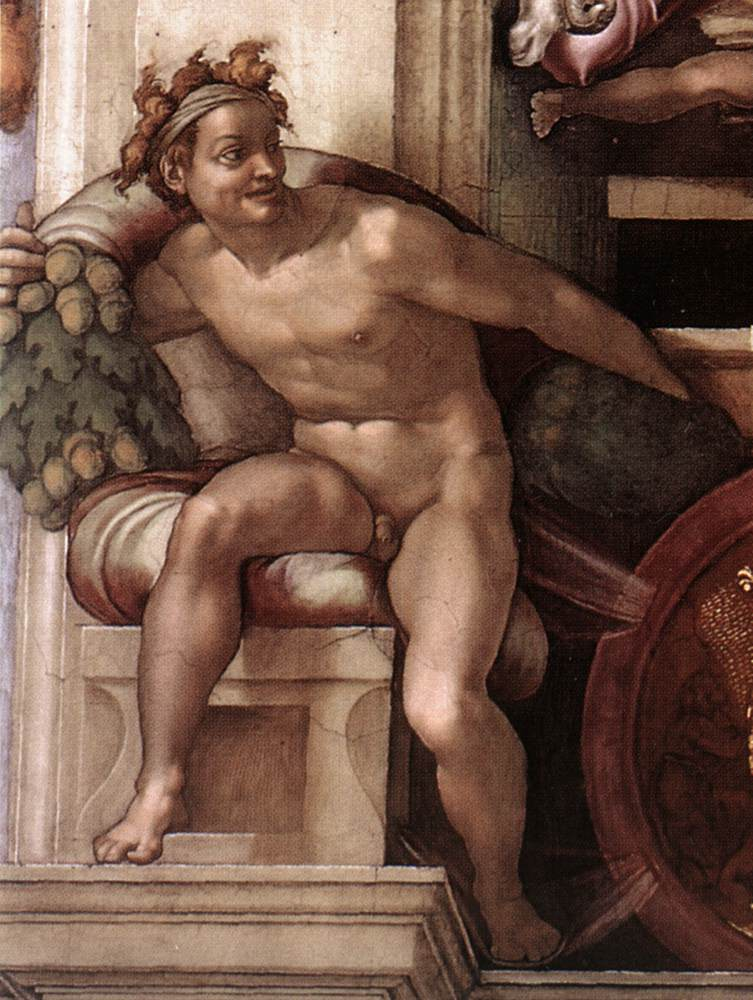
Інюді біля «Жертва Ноя»
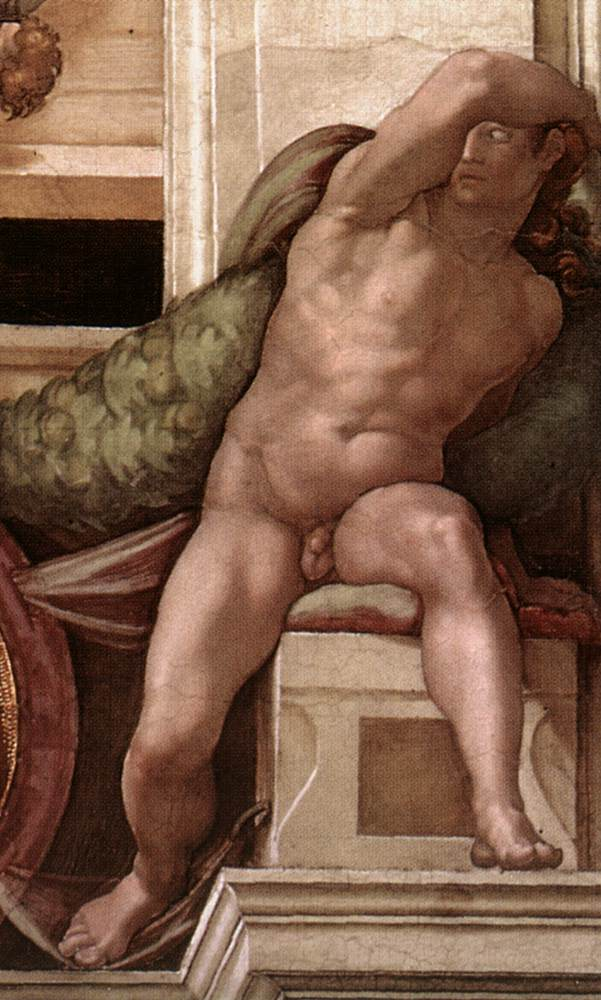
Інюді біля «Жертва Ноя»

Наступні пари інюді мають більше змін, аж до останніх, біля вівтаря, які представляють максимальну композиційну свободу та помітну тенденцію до вторгнення на панелі до самих «Сцен», що особливо видно у сцені «Відділення світла від темряви».

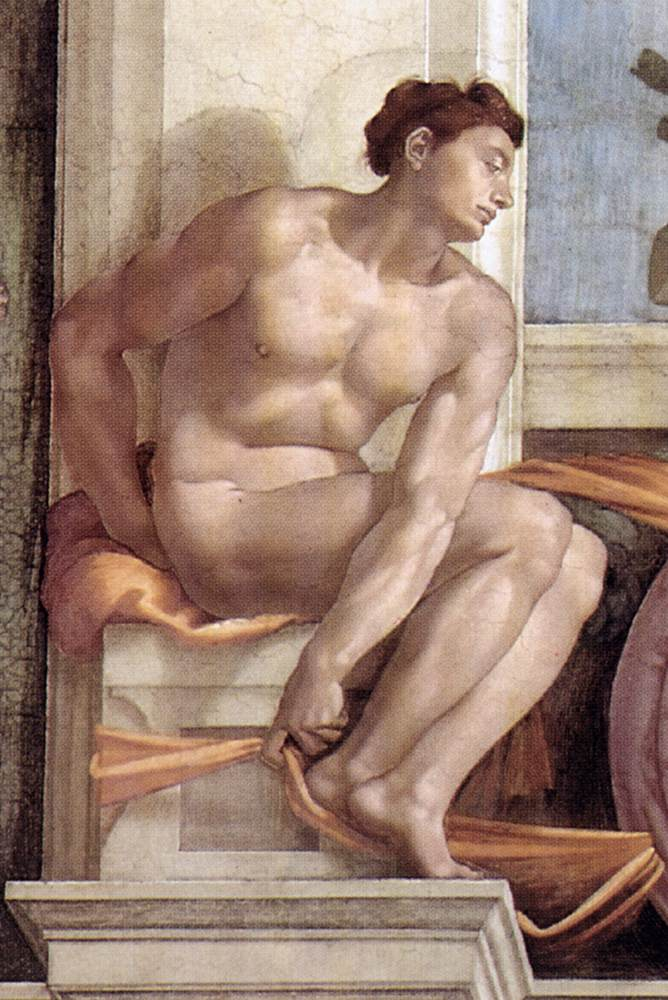
Інюді біля «Створення Єви»
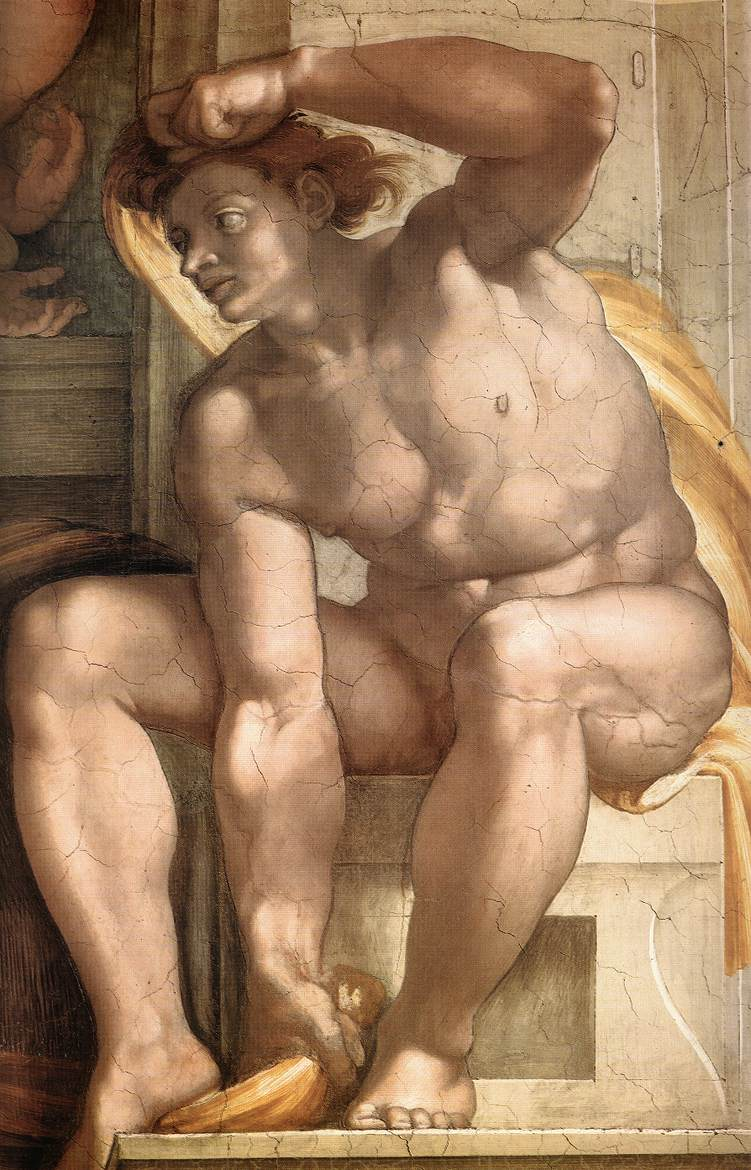
Інюді біля «Створення Єви»
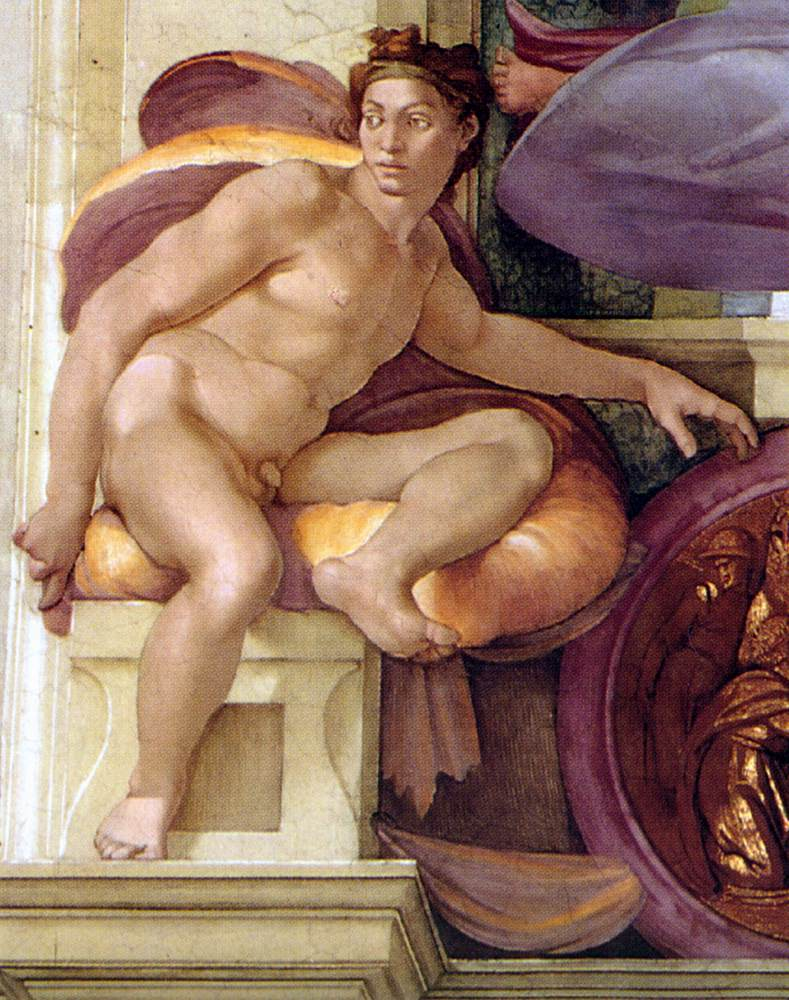
Інюді біля «Створення Єви»
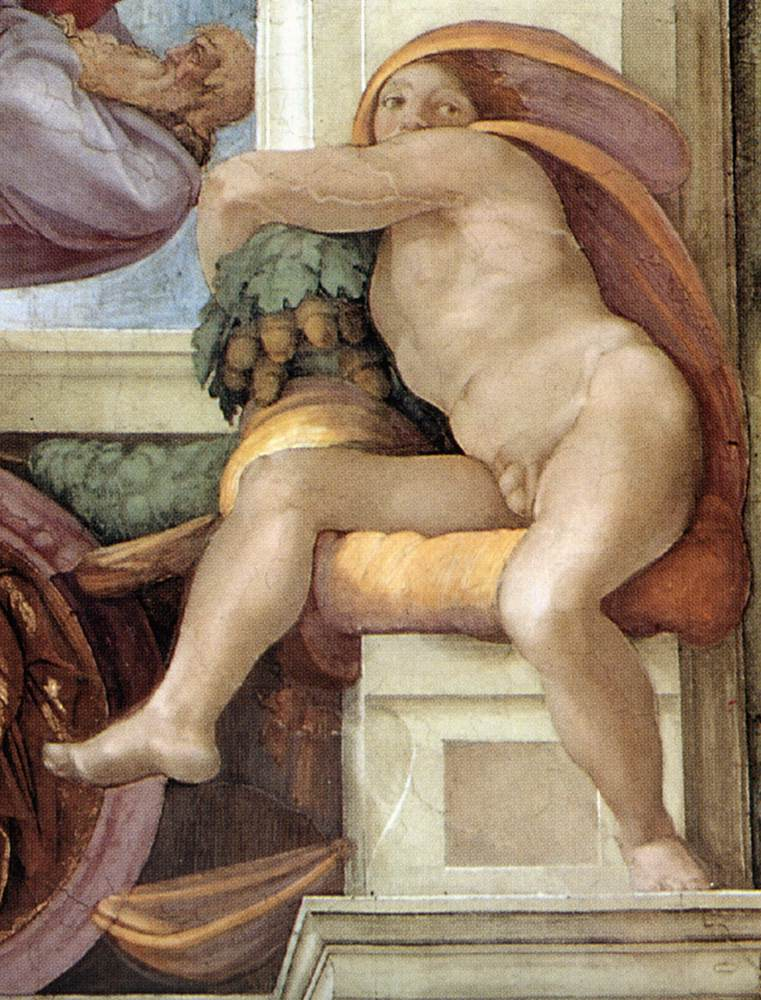
Інюді біля «Створення Єви»

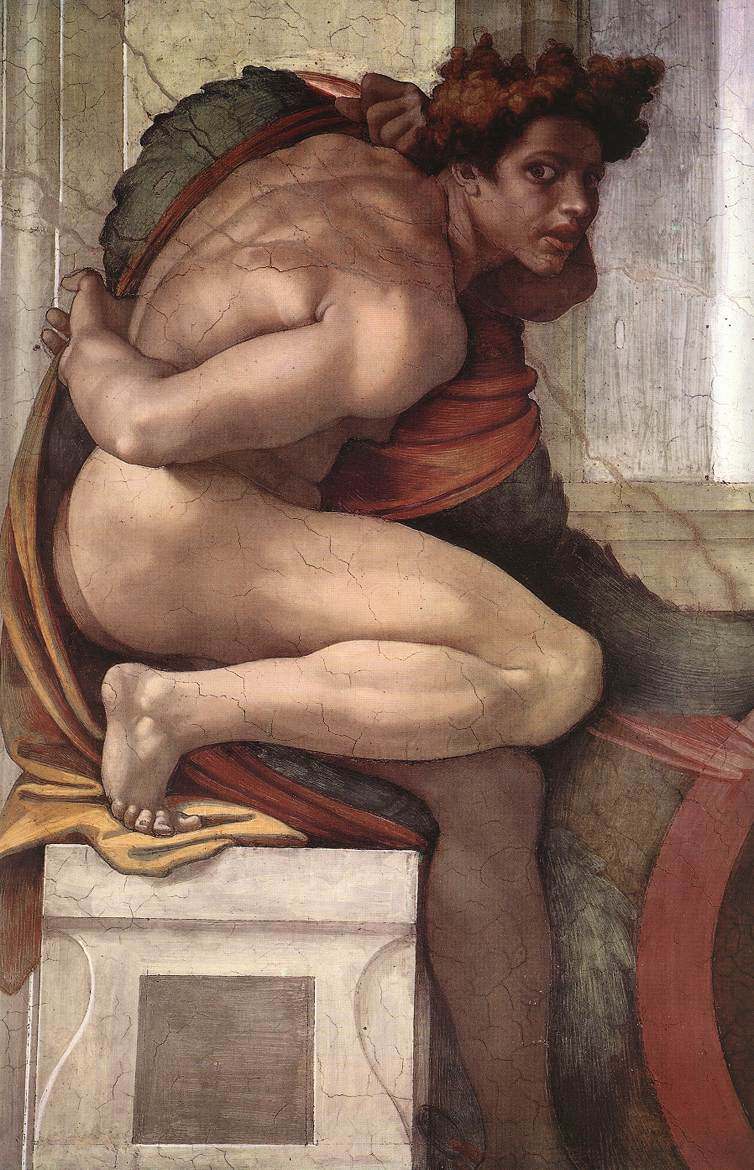
Інюді біля «Розмежування тверді та води»
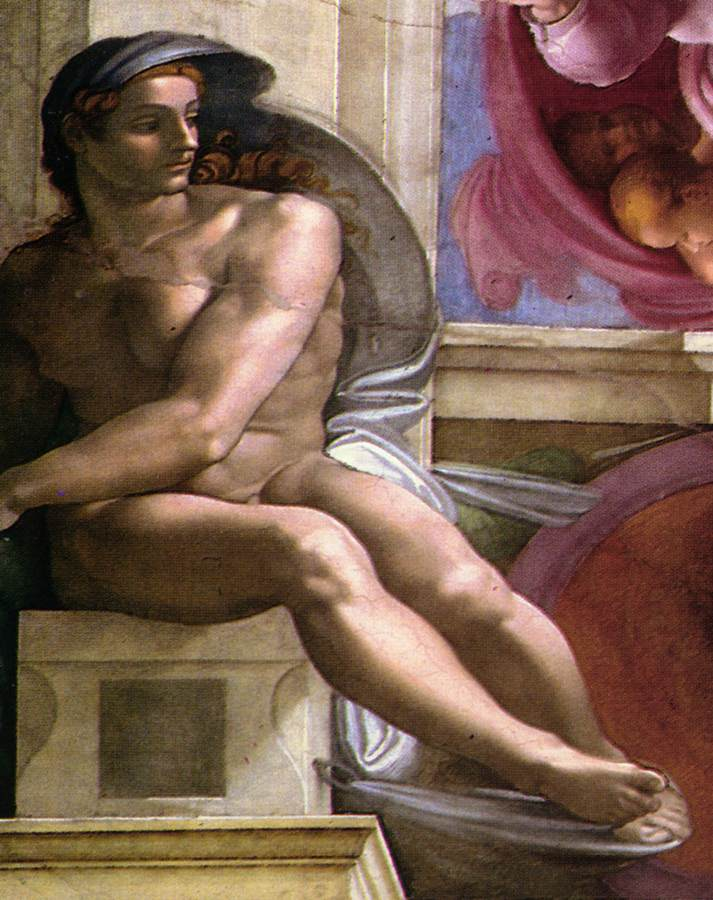
Інюді біля «Розмежування тверді та води»
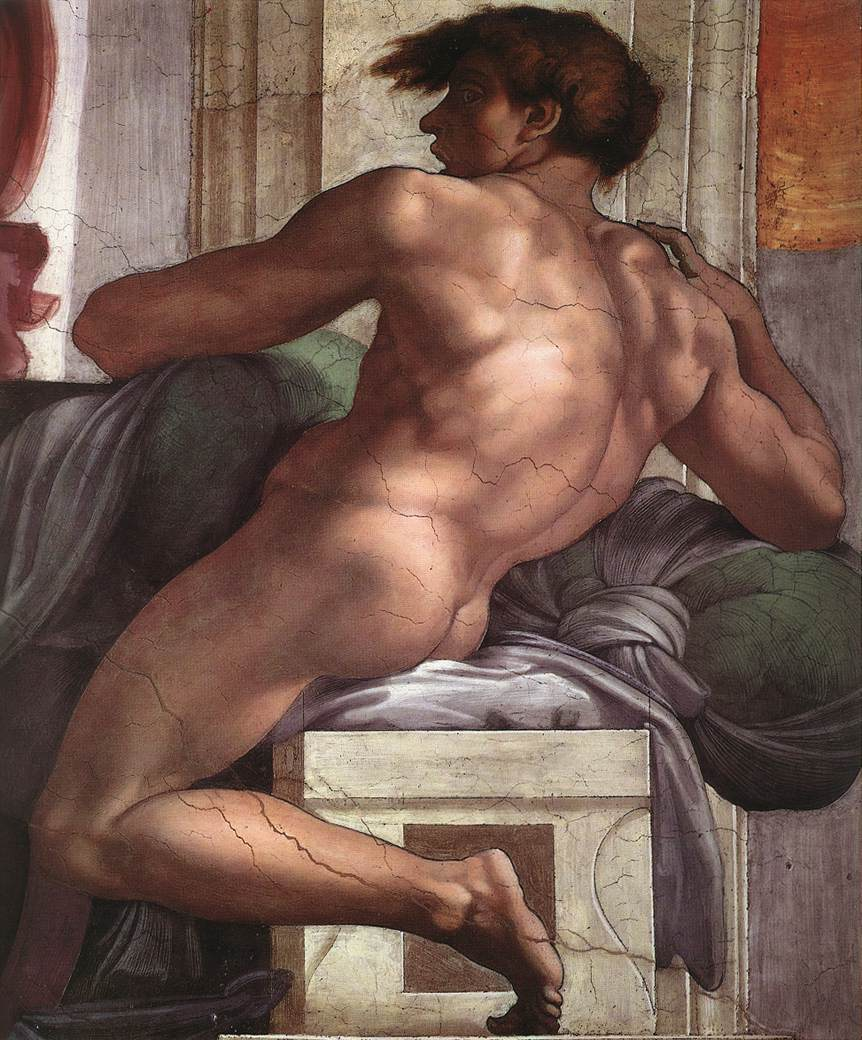
Інюді біля «Розмежування тверді та води»
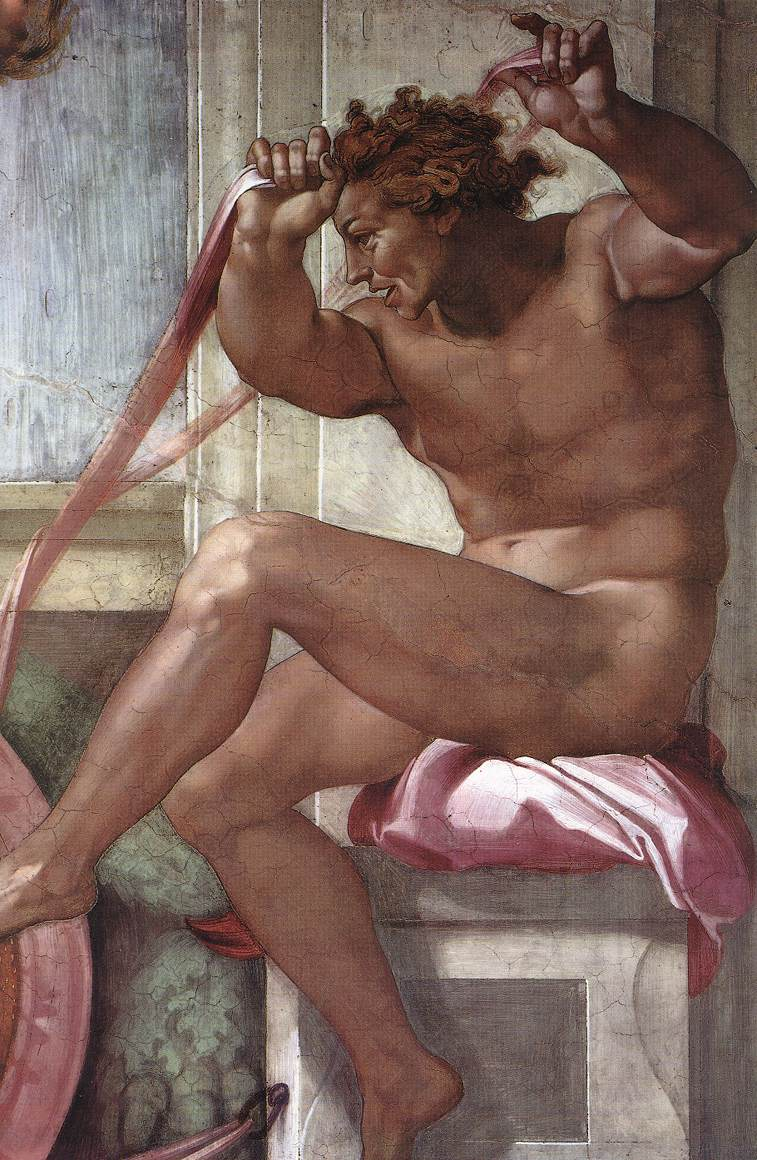
Інюді біля «Розмежування тверді та води»

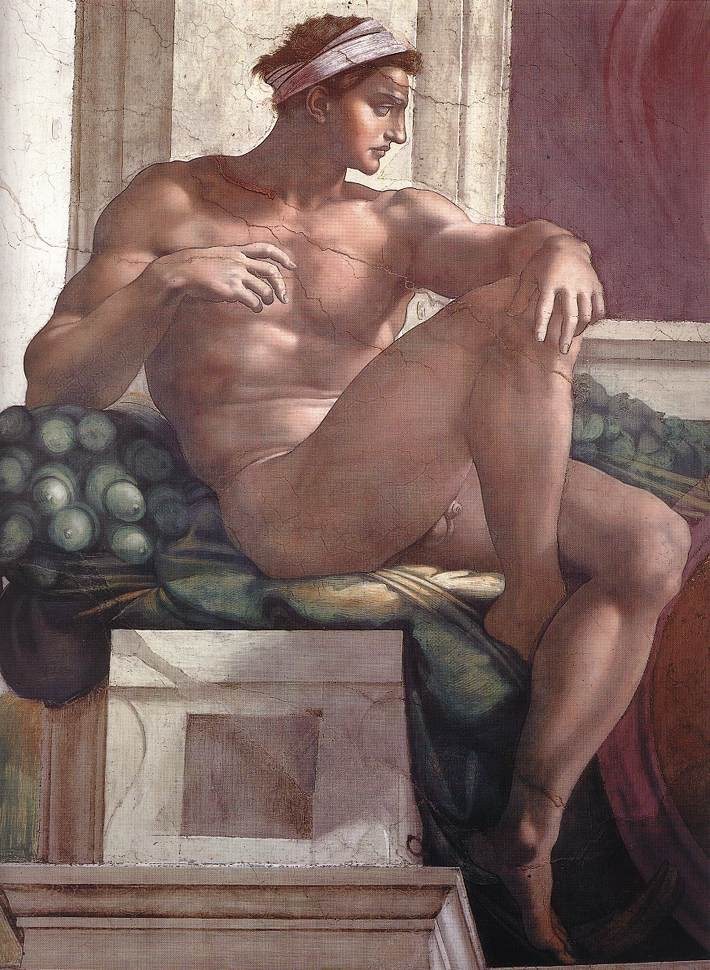
Інюді біля «Відділення світла від темряви»
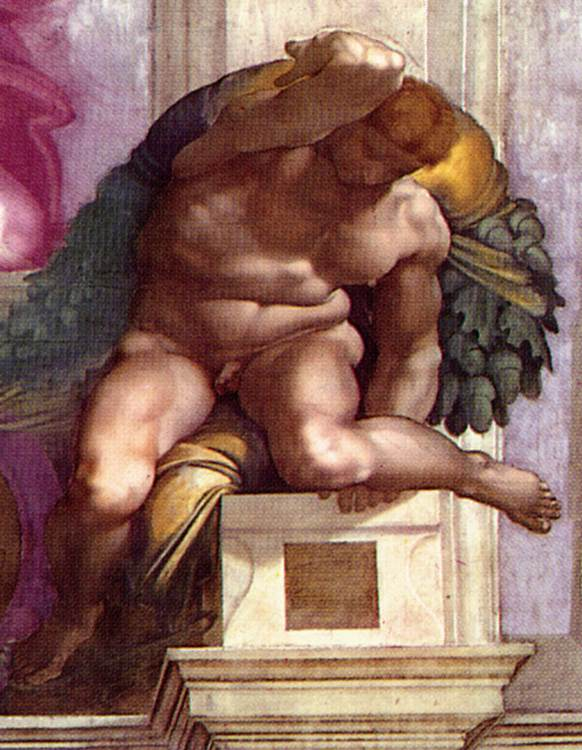
Інюді біля «Відділення світла від темряви»
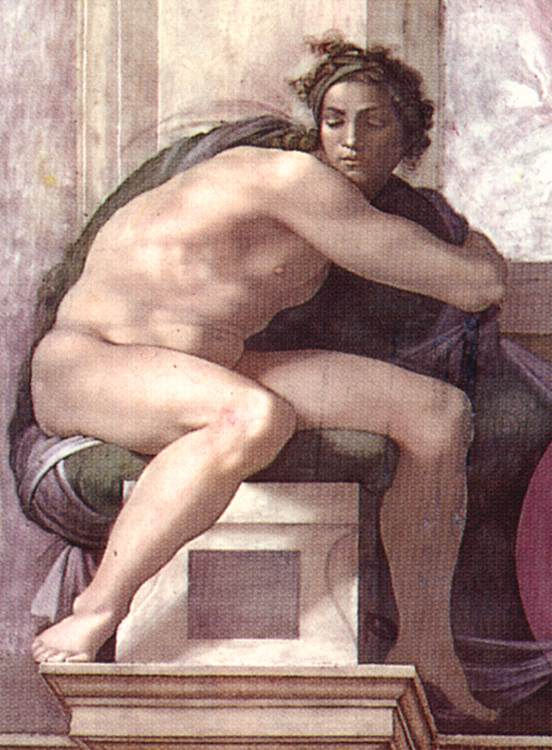
Інюді біля «Відділення світла від темряви»
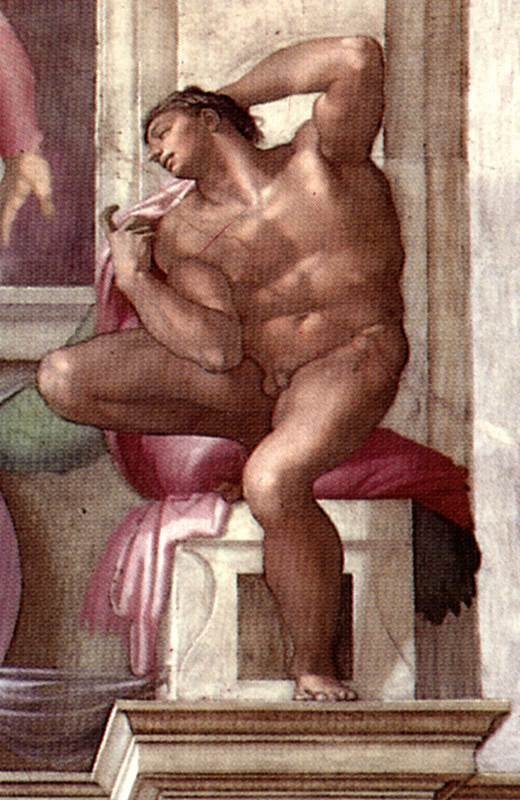
Інюді біля «Відділення світла від темряви»

Дослідники інтерпретували інюді як звичайні каріатиди, але вони нічого не підтримують, або як в'язнів, але вони не зв'язані і не прикуті. Вазарі вказував на них як на символи Золотої доби, тоді як сучасна критика говорить про неоплатонічні або принаймні теологічні символи: найбільш переконлива інтерпретація полягає в тому, що це фігури ангелів, у сенсі проміжних фігур «між людьми та божеством» (Шарль де Тольнай). Вони також мають ту красу, яка, згідно з теоріями епохи Відродження, такими як знамените «Oratio de hominis dignitate» Джованні Піко делла Мірандола, поєднується з піднесенням духовних здібностей і ставить людину на вершину Творіння, здійсненого «за образом і подобою» Бога.

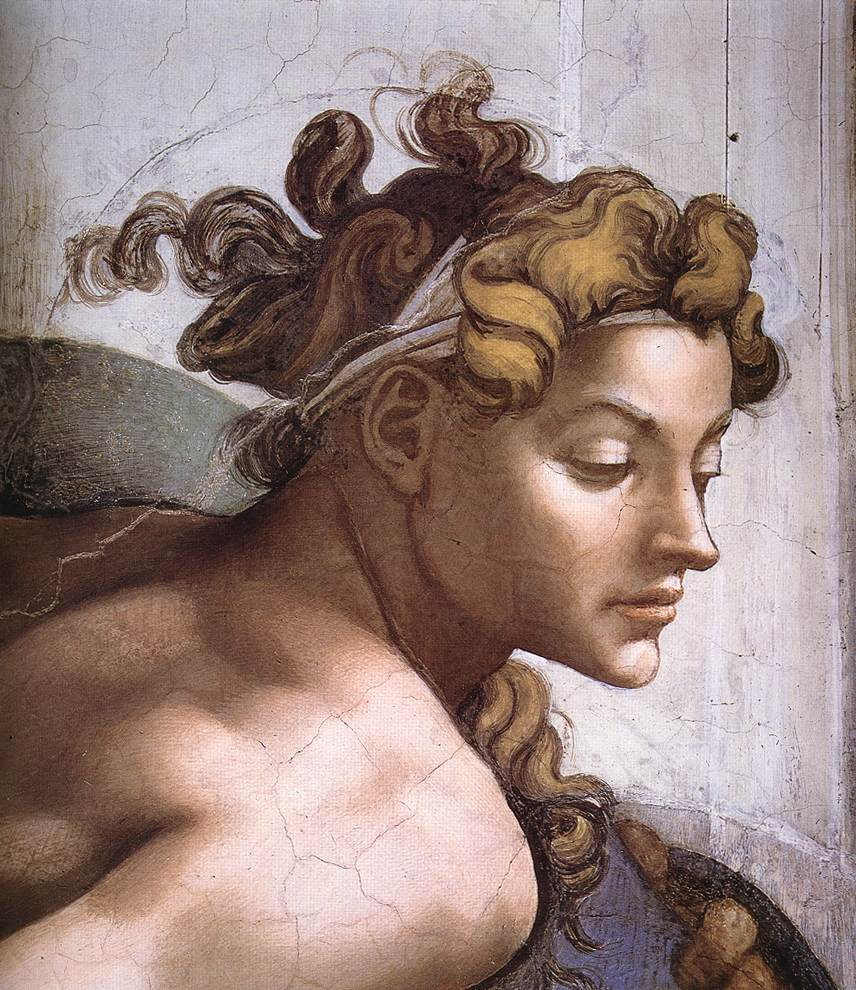
Деталь
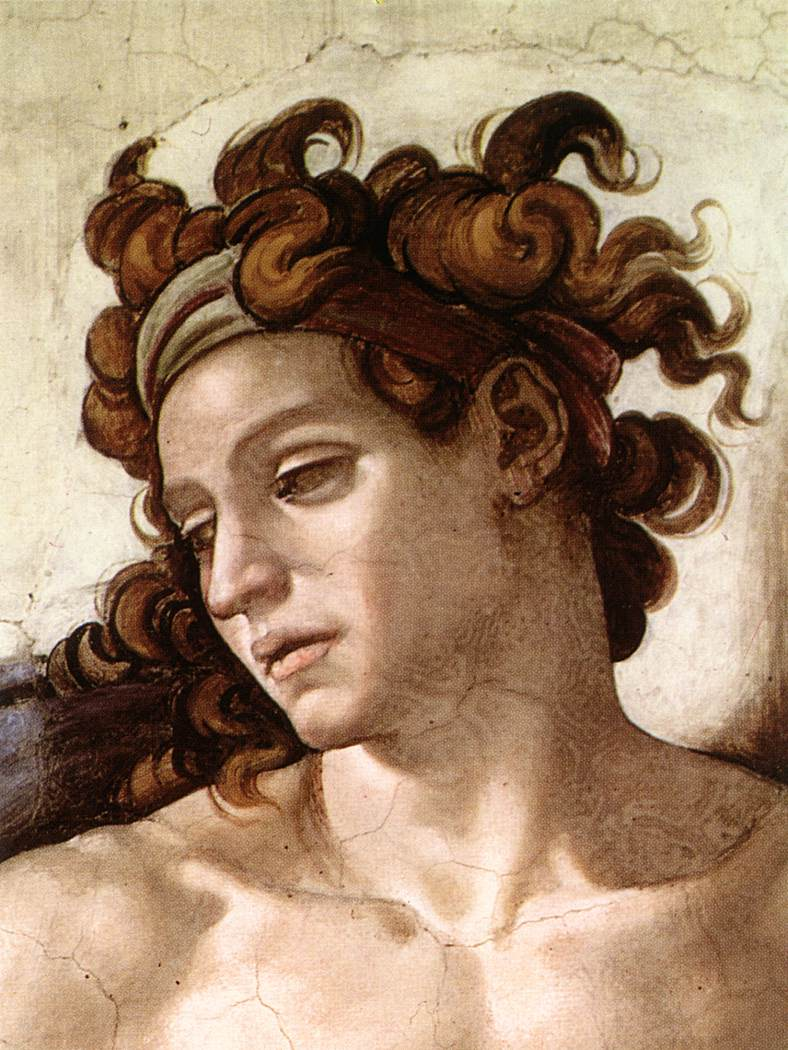
Деталь
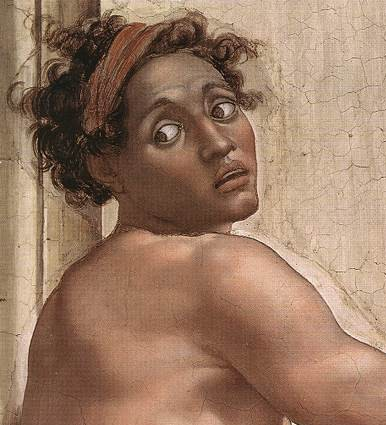
Деталь
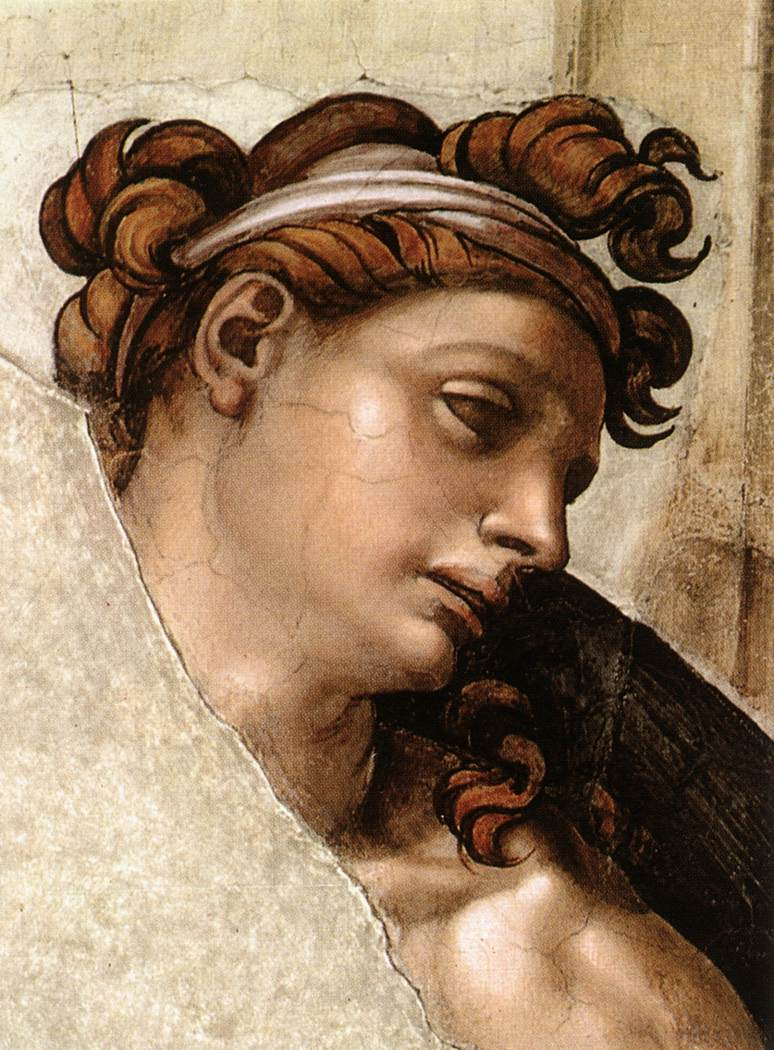
Деталь

За Крістіан Жоост-Гож'є оголені фігури юнаків (інюді) є «безпрецедентним явищем в історії мистецтва». Крім того, він зауважив, що дубове листя також символізувало «справедливість», «землю, що процвітає у часи справедливості», а також Зевса, який цю справедливість забезпечував.

## Виноски
1. ↑  De Vecchi, cit., pag. 90.
2. ↑  De Vecchi, cit., pag. 163.
3. 1 2  Joost-Gaugier, Christiane L. (1996). Michelangelo's Ignudi, and the Sistine Chapel as a Symbol of Law and Justice. Artibus et Historiae. Т. 17, № 34. с. 19—43. doi:10.2307/1483521. ISSN 0391-9064. Процитовано 17 вересня 2022.